# 船生駅
船生駅（ふにゅうえき）は、かつて栃木県塩谷郡塩谷村（現・塩谷町）船生にあった東武鉄道矢板線の駅（廃駅）である。

## 歴史
- 1924年（大正13年）3月1日 下野電気鉄道高徳（現・新高徳） - 天頂間開業に伴い開業[1][2]。
- 1943年（昭和18年）5月1日 下野電気鉄道買収に伴い、東武鉄道矢板線の駅となる[2]。
- 1959年（昭和34年）7月1日 矢板線の廃線に伴い廃止[2]。

## 駅構造
地上駅であった。
当駅の0.5km天頂寄りには、塩谷山地への森林鉄道と接続する長峰取扱所が設置されていた。

## 駅周辺
- 国道461号（日光北街道）

## 隣の駅
東武鉄道
矢板線
西船生駅 - 船生駅 - 天頂駅